# Beraeidae
Beraeidae zijn een familie van schietmotten. De familie kent zeven geslachten.